# Franz Eyssenhardt
Franz Eyssenhardt (Berlino, 6 marzo 1838 – Amburgo, 30 novembre 1901) è stato un filologo classico e bibliotecario tedesco.

## Biografia
Studiò filologia a Berlino e successivamente diventò insegnante presso il ginnasio di Werderscher. Nel 1868-69 fece delle ricerche in Italia e nel 1876 fu nominato professore al Johanneum di Amburgo. Dal 1882 al 1900 fu direttore della biblioteca della città di Amburgo.
Eyssenhardt fu autore di edizioni di Marziano Capella, Fedro, Macrobio, Apuleio e Ammiano Marcellino. Un'altra sua famosa opera fu una biografia del 1886 dello storico Barthold Georg Niebuhr (1776-1831).

## Opere principali
- Scriptores Historiae Augustae ab Hadriano ad Numerianum, Berlin 1864; curato da Henri Jordan.[1]
- Martianus Capella, Leipzig 1866.
- Phaedri fabulae, Berlin 1867.
- Macrobius, Leipzig 1868.
- Apuleii metamorphoseon libri XI, Berlin 1869.
- Ammiani Marcellini rerum gestarum libri qui supersunt, Berlin 1871.